# 한국케이블텔레콤
주식회사 한국케이블텔레콤(영어: Korea Cable Telecom, 약칭: KCT)은 태광그룹 산하의 가상 이동 통신망 사업자이다.

## 연혁
- 2006년 8월 23일: 회사 설립